# 황인혁 (제작자)
황인혁(1976년 ~ )은 KBS 드라마본부의 프로듀서이고, KBS 예능본부 출신인 나영석 PD와 같은 입사 동기이기도 하다.

## 경력
- KBS 드라마본부 프로듀서

## 연출작
| 연도 | 방송 | 제목                                        | 역할          | 비고 |
| ---- | ---- | ------------------------------------------- | ------------- | ---- |
| 2004 | KBS2 | 꽃보다 아름다워                             | 책임 프로듀서 |      |
| 2006 | KBS2 | 굿바이 솔로                                 | 공동 연출     |      |
| 2006 | KBS1 | 열아홉 순정                                 | 공동 연출     |      |
| 2007 | KBS2 | 인 터널                                     | 연출          |      |
| 2007 | KBS2 | 쌈닭 미숙이                                 | 연출          |      |
| 2007 | KBS2 | 얼렁뚱땅 흥신소                             | 공동 연출     |      |
| 2008 | KBS2 | 드라마 시티 《실연 복수 전문가 Miss 조》    | 연출          |      |
| 2009 | KBS2 | 천추태후                                    | 공동 연출     |      |
| 2010 | KBS2 | 성균관 스캔들                               | 공동 연출     |      |
| 2011 | KBS2 | 스파이 명월                                 | 공동 연출     |      |
| 2012 | KBS2 | 드라마 스페셜 《내가 우스워보여?》          | 연출          |      |
| 2013 | KBS2 | 드라마 스페셜 《나에게서 와서 별이 되었다》 | 연출          |      |
| 2014 | KBS2 | 드라마 스페셜 《예쁘다 오만복》             | 연출          |      |
| 2015 | KBS2 | 어셈블리                                    | 공동 연출     |      |
| 2016 | KBS2 | 월계수 양복점 신사들                        | 연출          |      |
| 2019 | KBS2 | 닥터 프리즈너                               | 공동 연출     |      |
| 2021 | KBS2 | 꽃 피면 달 생각하고                         | 연출          |      |